# 1822 en musique
| \| • Retour à la chronologie générale de la musique populaire • \| |
| XXIe siècle • XXe siècle • XIXe siècle • XVIIIe siècle XVIIe siècle • XVIe siècle • XVe siècle • XIVe siècle XIIIe siècle • XIIe siècle • XIe siècle • Xe siècle IXe siècle • VIIIe siècle • Haut Moyen Âge • Rome • Grèce |
| • Retour à la chronologie générale de la musique populaire • |

| • Retour à la chronologie générale de la musique populaire • |

| Années de la musique populaire : 1819 - 1820 - 1821 - 1822 - 1823 - 1824 - 1825    |
| Décennies de la musique populaire : 1790 - 1800 - 1810 - 1820 - 1830 - 1840 - 1850 |

## Événements
- Antoine Courtois invente le clairon traditionnel français en si{\displaystyle \flat }.
- 2 septembre : ordonnance de la Préfecture de Police de Paris sur les musiciens-chanteurs de rues, avec instauration du dépôt obligatoire des chansons de la rue ; Aubert, chanteur de rues, puis son fils, sont chargés de donner leur visa à toutes celles qui sont déposées[1].

## Publications
- La musette du vaudeville, ou, Recueil Complet des Airs de Monsieur Doche, recueil de timbres publié par Joseph-Denis Doche, qui comprend 428 airs[2].

## Naissances
- 14 janvier : Pavel Iakouchkine, ethnographe russe, collecteur de chansons populaires († 8 janvier 1872).
- Date précise non connue :
  - John Edward Pigot, collecteur irlandais de musique irlandaise traditionnelle († 1871).